# Avenida Jorge Basadre
La avenida Jorge Basadre es una de las principales avenidas del distrito de San Isidro en la ciudad de Lima, capital del Perú. Se extiende de noreste a oeste a lo largo de 15 cuadras.

## Recorrido
Se inicia en la avenida Arequipa. Recibe el tráfico de la avenida Arenales en la intersección con la avenida Javier Prado. En la cuadra 3, la avenida realiza un giro hacia el oeste, siendo continuado el trazo hacia el sur por la avenida Camino Real.